# Modyfikacja gry komputerowej
Modyfikacja gry komputerowej – przeróbka gry komputerowej wykonana przez społeczność graczy albo na zlecenie producenta gry. Zmiany mogą polegać na przykład na dodaniu nowych rodzajów broni, przedmiotów, przeciwników, postaci, trybów gry, planszy, tekstur czy fabuły. Jeżeli zmiany dodają jedynie nowe elementy do oryginalnej gry, mod nazywany jest z angielskiego partial conversion (częściowa przeróbka). Jeśli natomiast stworzona zostanie nowa gra, jest to total conversion (całkowita przeróbka).
Do niektórych gier dołączone są przez producentów oficjalne edytory, pozwalające na tworzenie modów, np. D'jinni do Wiedźmina, Construction Set do Morrowinda i Obliviona, Creation Kit do Skyrima, MAX-FX Tools do Max Payne'a, Source SDK do Half-Life 2, Mod Development Kit do Gothica czy REDkit do Wiedźmina 2: Zabójców Królów.
Niektóre modyfikacje zyskują dużą popularność i czasem także wsparcie twórców oryginalnej gry, dzięki czemu zostają wydawane jako oficjalne dodatki bądź produkty, np. Age of Empires II: The Forgotten, DayZ, Just Cause 2: Multiplayer Mod czy Dear Esther. Jednym z największych serwisów gromadzących modyfikacje do gier jest Mod DB.